# Pulchroptilonia espatifata
Pulchroptilonia espatifata là một loài côn trùng trong họ Psychopsidae thuộc bộ Neuroptera. Loài này được Martins-Neto miêu tả năm 1997.